# Thraxan misatulus
Thraxan misatulus är en tvåvingeart som beskrevs av Yeates och Christine Lynette Lambkin 1998. Thraxan misatulus ingår i släktet Thraxan och familjen svävflugor. Inga underarter finns listade i Catalogue of Life.